# Namibias regering
Namibias regering är delvis centraliserad och delvis regionaliserad. Centralregeringen i Namibiabestår bland annat av ministerier och på regional nivå finns regionala "councils". 

## Ministerier
(ej fullständig lista, översatt till svenska)
- Ministeriet för jordbruk, vatten och skog (MAWF)
- Försvarsministeriet (MoD)
- Ministeriet för miljö och turism (MET)
- Utbildningsministeriet (MoE)
- Finansministeriet (MoF)
- Ministeriet för fiske och marina resurser (MFMR)
- Utrikesministeriet (MFA)
- Ministeret för jämställdhet och barns välfärd (MGECF)
- Ministeriet för hälsa och social service (MHSS)